# Eleanor Constance Lodge
Pour les articles homonymes, voir Lodge.
Eleanor Constance Lodge, CBE, née le 18 septembre 1869 à Hanley (Staffordshire) et morte à Windsor le 19 mars 1936, est une historienne et principale de collège britannique. Elle est principale adjointe de Lady Margaret Hall de 1890 à 1921, puis principale de Westfield College, de 1921 à 1931. 

## Biographie
Elle est la benjamine des neuf enfants et l'unique fille d'Oliver Lodge (1826-1884), négociant de kaolinite et de Grace Heath (1826-1879). Parmi ses frères, Oliver Lodge est physicien, Richard Lodge est historien et Alfred Lodge est mathématicien.

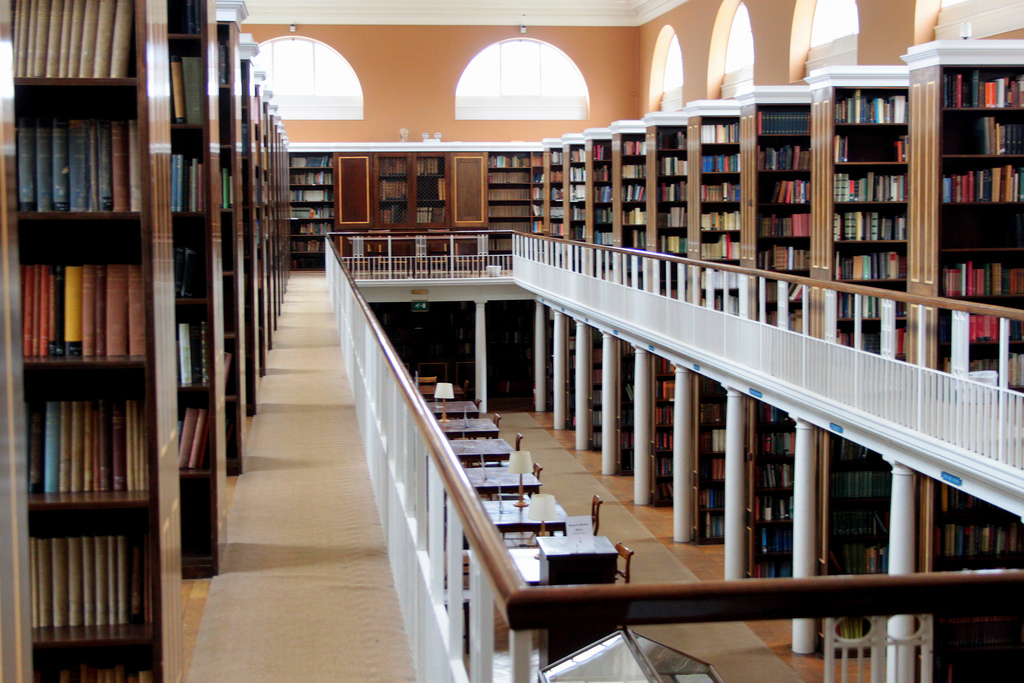
Bibliothèque de Lady Margaret Hall

Sa famille s'installe à Wolstanton, elle est éduquée à la maison puis dans des écoles privées à Wolverhampton et Newcastle under Lyme. Après la mort de ses parents, elle réside à Oxford, où deux de ses frères, Alfred et Richard, sont enseignants à l'université. Elle commence ses études universitaires à Lady Margaret Hall en 1890, où elle est très heureuse. Elle obtient son diplôme d'histoire moderne, en 1894. Elle poursuit ses études ultérieurement, en 1898-1899, à Paris, à l'école des chartes et à l'école des hautes études en sciences sociales, s'intéressant particulièrement à la période de gouvernement anglais de l'Aquitaine. Elle publie plusieurs contributions, notamment sur les possessions territoriales de l'archevêque et du chapitre de la cathédrale Saint-André de Bordeaux, durant la période anglaise.
En 1895, Elizabeth Wordsworth, principale de Lady Margaret Hall, lui demande d'y revenir comme bibliothécaire. Elle est nommée assistante d'histoire en 1899, fonction qu'elle occupe jusqu'à son départ en 1921, et devient principale adjointe du collège en 1906. Elle s'engage dans la campagne qui demande à l'université d'Oxford de délivrer des diplômes aux étudiantes, qui aboutit finalement en 1920. Durant la Première Guerre mondiale, au printemps 1918, elle est nommée responsable de la cantine des femmes d'Oxford en Champagne, elle participe à la retraite militaire imposée par l'avancée de l'armée allemande, puis travaille comme infirmière militaire à Paris.
Elle espère succéder à Henrietta Jex-Blake lorsque celle-ci prend sa retraite mais, déçue de ne pas obtenir ce poste, elle quitte Oxford. Elle postule comme enseignante au Westfield College de Londres, mais sa candidature est retenue pour devenir principale du collège, où elle succède  en 1921 à Bertha Phillpotts. Elle occupe ces fonctions durant dix ans, durant lesquels l'expansion de la principale bibliothèque et la construction de la chapelle sont réalisées. Elle continue à enseigner l'histoire et à publier. En 1926, avec Thomas Inskip, président du conseil de Westfield College, elle obtient que Westfield soit identifié dans les statuts de l'université de Londres comme l'un des huit collèges constitutifs.
En 1929, elle est nommée membre du conseil d'administration (Senate) de l'université de Londres.
Elle meurt à Windsor (Berkshire), après une longue maladie, le 19 mars 1936, et est enterrée au cimetière de Wolvercote près d'Oxford.

## Publications
- (éd. scientifique) : Chandos Herald Life of the Black Prince, avec Mildred Pope, Oxford, 1910.
- « The Estates of the archbishop and chapter of Saint-André of Bordeaux under English rule », Oxford Studies in Social and Legal History, 1912.
- The English Rule in Gascony, 1926
- (coll.) Cambridge Medieval History, vol. 5, 1926

## Distinctions
- 1928 : elle est la première femme à recevoir un D. Litt., doctorat honorifique décerné par l'université d'Oxford, pour son travail en histoire moderne.
- 1932 : commandeur de l'Ordre de l'Empire britannique
- Docteure honoris causa de Lady Margaret Hall, de Westfield College et de l'université de Liverpool